# 44 Wojskowy Oddział Gospodarczy
44 Wojskowy Oddział Gospodarczy (WOG) – nieistniejąca jednostka wojskowa sformowana do zabezpieczenia finansowego i logistycznego jednostek wojskowych w przydzielonym rejonie odpowiedzialności; w przypadku 44 WOG był to garnizon Krosno Odrzańskie, Sulechów, Zielona Góra. 44 WOG był jednostką budżetową w rozumieniu ustawy o finansach publicznych (na podstawie Statutu oraz ustanowienia dysponenta III stopnia przez Ministra Obrony Narodowej).
Z dniem 31 grudnia 2022 roku 44 WOG został rozformowany, a jego zadania przejęły sąsiadujące z nim 43. i 45.WOG.

## Historia
Jednostka powstała na podstawie decyzji MON Nr Z-105/Org./P1 z 9 grudnia 2010 roku oraz rozkazu Szefa Inspektoratu Wsparcia SZ Nr PF-19/Org. z 9 marca 2011 roku. Jej formowanie rozpoczęto w pierwszej połowie, a ukończono 31 grudnia 2011 roku. Oficjalnie zaczęła funkcjonować od 1 stycznia 2012 roku.

21 czerwca 2011 jednostka budżetowa „44 WOG w Krośnie Odrzańskim” połączona została z jednostkami budżetowymi: 
- 4 pułkiem przeciwlotniczym w Czerwieńsku,
- 5 pułkiem artylerii w Sulechowie,
- 4 batalionem zaopatrzenia w Krośnie Odrzańskim,
- 5 batalionem saperów w Krośnie Odrzańskim,
- Wojewódzkim Sztabem Wojskowym w Zielonej Górze.

Decyzją Nr 251/MON Ministra Obrony Narodowej z 29 lipca 2016 r. wprowadzono odznakę pamiątkową oraz oznaki rozpoznawcze 44. Wojskowego Oddziału Gospodarczego.
W związku z reorganizacją logistyki sił zbrojnych z dniem 31 grudnia 2022 roku 44.WOG został rozformowany, a jego zadania przejęły sąsiadujące z nim 43. i 45.WOG.

## Insygnia

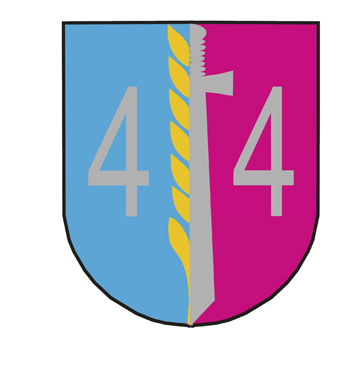
Oznaka rozpoznawcza na mundur wyjściowy
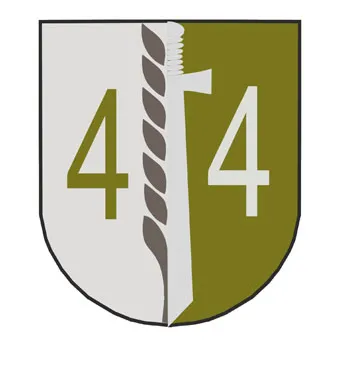
Oznaka rozpoznawcza na mundur polowy

## Struktura organizacyjna
- komenda 44.WOG[6]
  - pion głównego księgowego
  - pion ochrony informacji niejawnych
  - logistyka
  - wydział planowania
  - wydział materiałowy
  - wydział techniczny
  - sekcja wychowawcza
  - sekcja zamówień publicznych
  - sekcja zabezpieczenia teleinformatycznego
  - sekcja inwentaryzacji
  - sekcja medyczna
  - wydział administracyjny
  - wydział infrastruktury

## Komendanci WOG
- ppłk Tomasz Hoffmann (03.2011 – 01.09.2014)
- ppłk Artur Połczyński (01.09.2014 – 31.01.2017)
- ppłk Władysław Ostrowski (01.02.2017 –- 10.09.2019)[7]
- czasowo p.o. ppłk Dariusz Ściana (10.09.2019 – 14.10.2019)[2]
- ppłk Dariusz Ściana (14.10.2019 – 31.12.2022)[8][2]

## Wysunięte elementy oddziału
Bezpośrednie zadania wykonywane są przez wysunięte elementy oddziału:
- Grupa zabezpieczenia Krosno Odrzańskie
- Grupa zabezpieczenia Sulechów
- Grupa zabezpieczenia Czerwieńsk

## Adres
ul. Słubicka 10

66-600 Krosno Odrzańskie